# Voderady
Voderady és un poble i municipi d'Eslovàquia que es troba a la regió de Trnava, a l'oest del país.

## Història
La primera menció escrita de la vila es remunta al 1241.

## Demografia
| Godina             | 1994 | 2004   | 2014   | 2024    |
| ------------------ | ---- | ------ | ------ | ------- |
| Nombre de persones | 1249 | 1330   | 1446   | 1783    |
| Diferència         |      | +6,48% | +8,72% | +23,30% |

| Godina             | 2023 | 2024   |
| ------------------ | ---- | ------ |
| Nombre de persones | 1754 | 1783   |
| Diferència         |      | +1,65% |